# Icône
Pour les articles homonymes, voir Icône (homonymie).

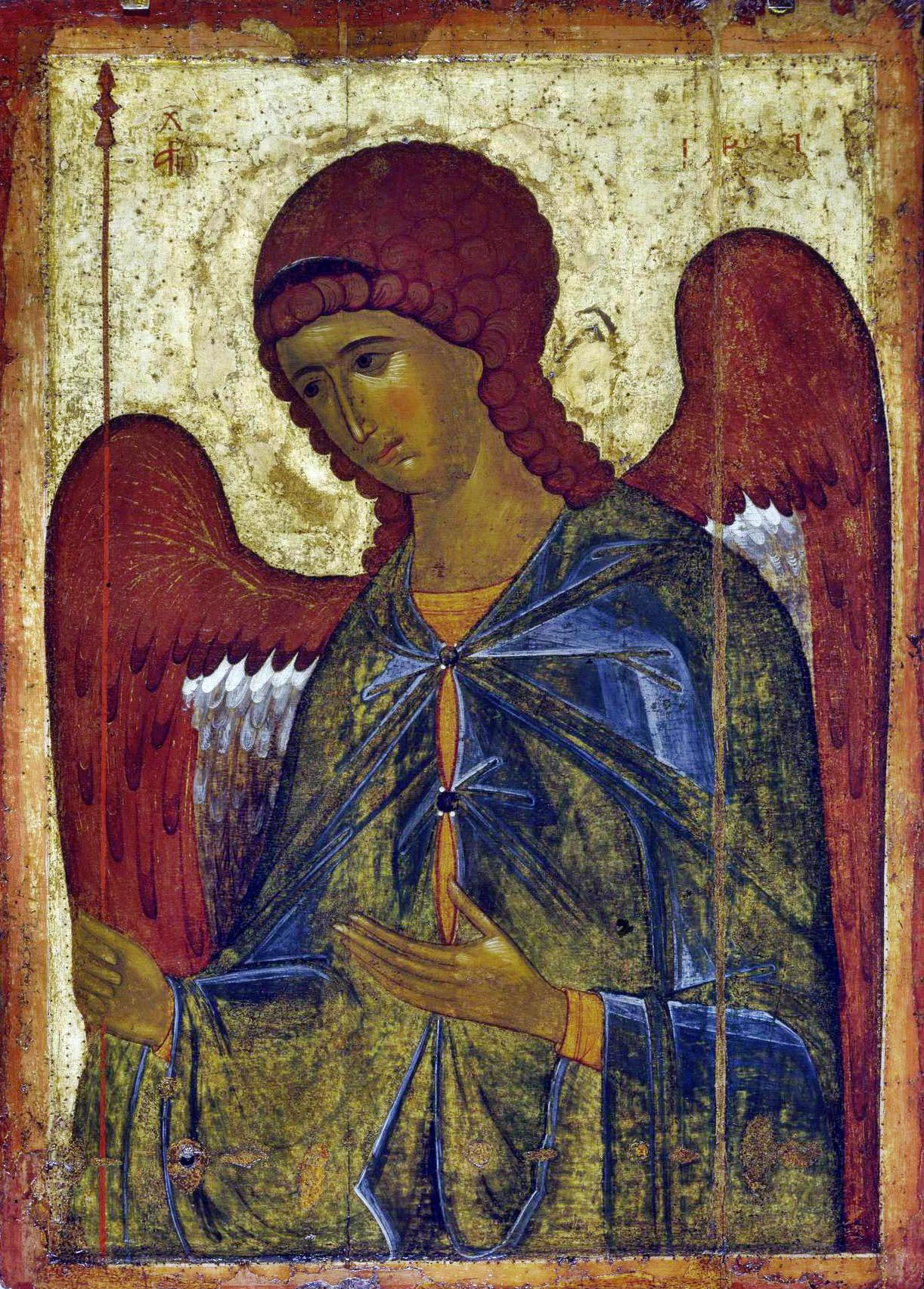
L'Archange Gabriel de Visotski, (XIVe siècle). Galerie Tretiakov.

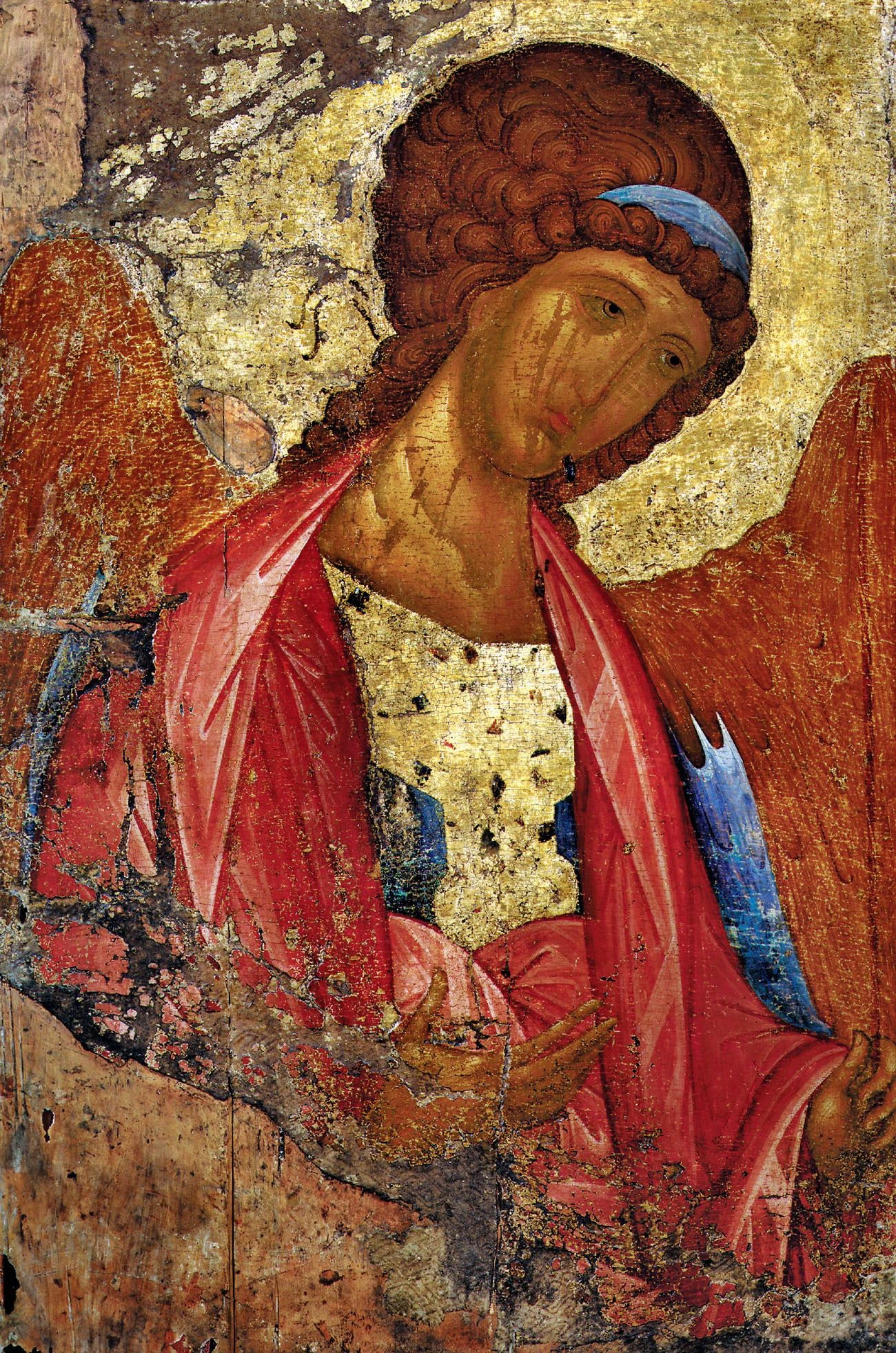
Archange Mikhaïl d’Andreï Roublev. Déisis de la Dormition de Zvenigorod.

Une icône (du grec ancien εἰκών, eikon, « image »), est une représentation de personnages saints dans la tradition chrétienne. L'icône possède un sens théologique profond qui la différencie de l'image pieuse. L'icône est complètement intégrée dans la catéchèse orthodoxe mais aussi dans celle des Églises catholiques orientales qui ont préservé la tradition de l'icône ainsi que dans une partie de l'Église catholique occidentale et dans les Églises non-chalcédoniennes. En tant qu’images saintes, les icônes font partie intégrantes de la liturgie pour les orthodoxes, et leur vénération est devenue un dogme de la foi, depuis le septième concile œcuménique. Les icônes ont été soumises, dès le VIIIe siècle, par les Églises de la Pentarchie, à de sévères contraintes artistiques (sources d'inspiration stéréotypées, rigueur du trait, jeux des couleurs). Jusqu'à nos jours, ces canons se sont perpétués, assurant l'étonnante continuité de cette peinture dédiée à la gloire de Dieu.

## Usage actuel

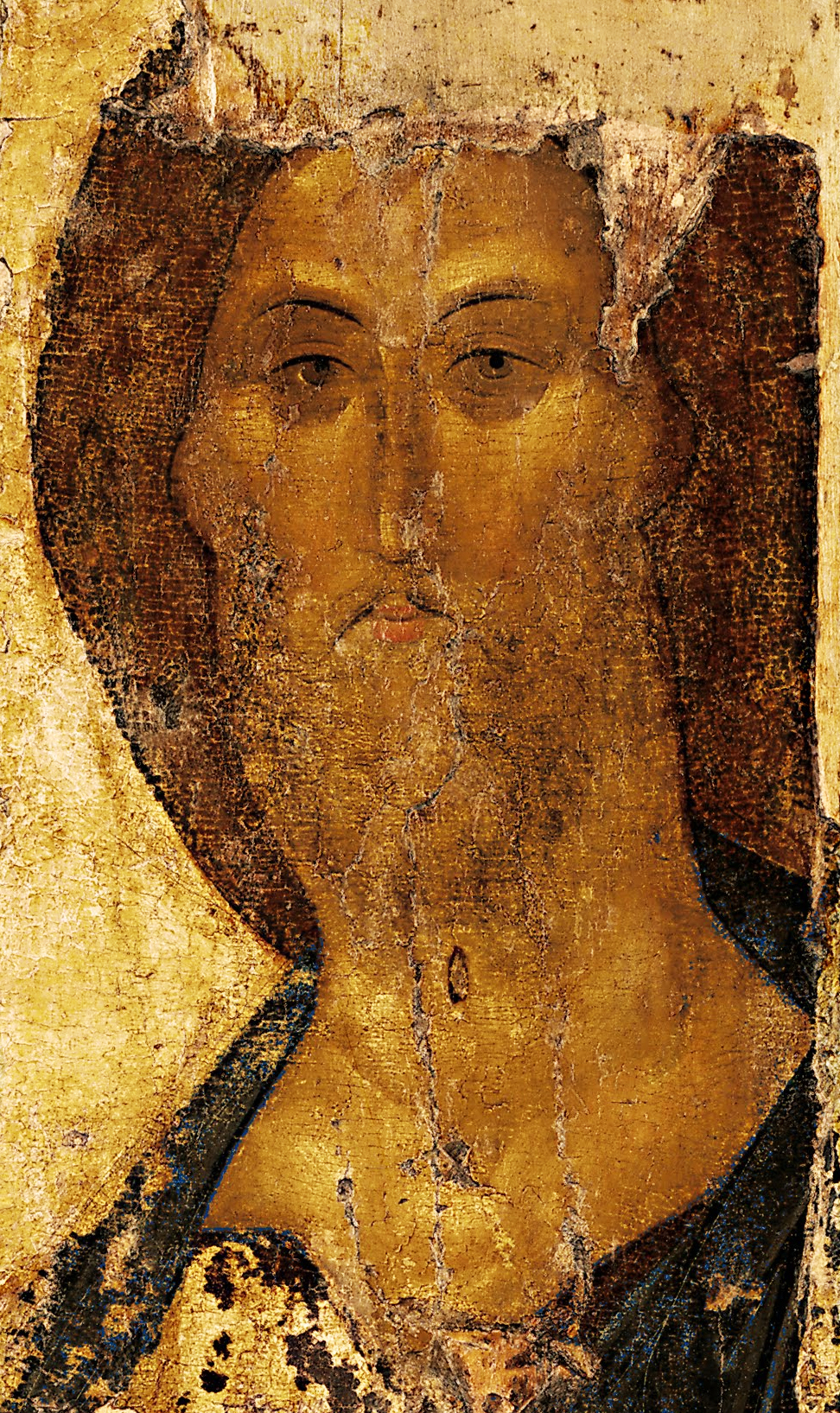
Icône de Christ, attribuée à Andreï Roublev.

Dans l’Église orthodoxe, les icônes sont saintes et il est courant de voir des fidèles effectuer des gestes de dévotion en l'honneur des icônes. Dans la confession orthodoxe, il est aussi important de vénérer l'icône que d'écouter la parole ou de lire les écrits. Actuellement, les chrétiens de confession catholique réutilisent de plus en plus l'icône dans la liturgie, sans lui donner la même richesse que dans l'usage qu'en font les chrétiens orthodoxes.
Aujourd'hui, ce mot voit son sens élargi pour se rapporter aux personnages sacrés de toute religion.

## Origines de l'icône

### Art byzantin
L'art de l'icône s'est épanoui dans l'espace de l'empire romain d'Orient, dit (depuis le XVIe siècle) empire byzantin. Même si la « grammaire iconographique » (représentations historiées et langage des images) reste la même dans l'ensemble du christianisme, chaque moitié de l'Europe connaît un développement esthétique et théologique propre. En Occident, l'évolution représentative qui suit l'art paléochrétien prend les formes du roman (encore très proche du byzantin), puis du gothique, de la renaissance italienne, du baroque… Alors qu'en Orient, l'on passe de l'art paléochrétien à l'art byzantin, qui, malgré ses vicissitudes, garde un rapport théologique à l'image relativement constant, même lorsque l'orthodoxie s'étend à la Russie. Cet aspect donne à l'icône son caractère immuable dans les traits et l'organisation de la représentation.

### Développement historique
À l'origine, le terme icône désignait toute image religieuse, quelle qu'en soit la technique (peinture, mosaïque, orfèvrerie, tissu…). Dans l'acception moderne, il désigne une « image religieuse » réalisée, selon des règles particulières, sur un panneau de bois mobile, et destinée au culte individuel ou communautaire.
Le premier « art figuratif chrétien » se rencontre d'abord dans les catacombes de Rome. Il s'agissait d'un art de la clandestinité, crypté, à valeur symbolique. Un païen voyant un homme avalé par un monstre marin ne pouvait y reconnaître l'épisode de Jonas avalé par le poisson, et encore moins y discerner la préfiguration de la résurrection du Christ.
Vers les IVe et Ve siècles, à partir de la paix constantinienne, l'icône connaît une réelle floraison. Elle veut présenter l'exemple de saints personnages, en garder la mémoire, illustrer les principaux événements de l'Ancien et du Nouveau Testament. Son inspiration synagogale est très visible.
La conversion des empereurs et l'afflux de fidèles fait débuter une création esthétique qui détermine l'art des siècles suivants. L'art reçoit un autre contenu : il devient le reflet de la toute-puissance divine. Se crée alors un programme nouveau de types et d'images. Si au début du IVe siècle l'art chrétien adopte les formes de l'art impérial, à la fin du même siècle le mouvement se renverse. La ville de Constantinople devient le centre d'un art nouveau, chrétien par son essence et hellénistique et oriental par ses racines.
À partir du milieu du VIe siècle, dans le cadre d'un empire désormais christianisé, l'icône se répand dans la piété populaire. À cette époque apparaissent les légendes sur les icônes d'origine miraculeuse ou apostolique.
Des représentations du Christ existent (selon le témoignage d'Eusèbe de Césarée) dès le IIe siècle (voire le Ier). Un temps important s'est écoulé pour que ces représentations échappent au cadre des religions anciennes et deviennent un élément du culte chrétien. La ville de Constantinople a permis de cristalliser les influences anciennes de différentes régions pour que l'image sacrée trouve sa forme définitive. Du monde hellénistique elle reçoit l'harmonie, la mesure, la grâce. De l'Orient, elle recevra la vue frontale, le réalisme des portraits. Par l'intégration de différents éléments, elle va devenir un parfait instrument qui exprime la plénitude de la foi tout en unissant les cultures.

### Icônes du Christ
À partir de Constantin on trouve des labarums avec l'image du Christ et de l'empereur, son vicaire. En 622, l'empereur Héraclius porte lui-même cet étendard et le montre aux troupes avant la bataille contre les Perses. Le rôle de l'image est la protection contre les ennemis. La conception, est celle d'une « image efficace » qui était celle des empereurs romains. Cette conception va jouer un rôle et sera un argument utilisé par les iconoclastes qui y verront de la superstition nécessitant l'interdiction du culte des images et des images elles-mêmes.
Quant à la tradition, elle évoque les premières icônes du Christ représentant la Sainte-Face « non faite de la main de l'homme » :
- Le Mandylion d’Édesse ou Sainte Face est une représentation acheiropoïète (« non faite de main d'homme ») du visage du Christ. Ne pouvant pas se déplacer jusqu’au roi d’Édesse en Syrie, Abgar V, Jésus lui aurait fait parvenir l’empreinte de son visage sur un linge. Le souverain se trouva ainsi guéri de la lèpre. L’image est ensuite transférée d’Édesse à Constantinople en 944, puis disparaît lors du sac de Constantinople par les croisés en 1204.
- Le Voile de sainte Véronique est le pendant occidental de cette histoire : sainte Véronique essuie le visage de Jésus de Nazareth à la sixième station du Chemin de croix. Sur le linge reste marquée la face du Christ. Le nom même de Véronique est une déformation du prénom Bérénice. De cette manière, le prénom Véronique semble signifier par un assemblage latino-grec (vera eikona) la « vraie icône ».

### Icônes de la Mère de Dieu
Selon ces traditions, saint Luc a peint à trois reprises la Vierge, ouvrant la voie aux icônes peintes. C’est à l’une de ces icônes, acquise en Palestine par la femme de Théodose II et rapportée à Constantinople, que remonterait le type, très populaire, de la « Vierge Hodigitria », Vierge qui indique la Voie (le Christ enfant sur le bras gauche, la main droite ramenée devant le buste, désignant le Christ).
Plusieurs icônes sont traditionnellement attribuées à saint Luc. Entre autres, les icônes russes de la Vierge de Vladimir, de Jérusalem, de Tikhvine, de Smolensk, ainsi qu'en Pologne, la Vierge noire de Częstochowa. Les icônes russes de la Vierge correspondent à des compositions iconographiques différentes : Éléousa, Panakhranta, Orante (icône), Odigitria, Agiosoritissa.

## Représentation dans l’icône
L’icône ne représente pas le monde qui nous entoure. La transfiguration en est la clé en particulier dans le visage des personnages. La lumière est signifiée de deux manières : celle matérielle ou éclairage des objets mais surtout celle intérieure en chacun des personnages. Cette dernière est figurée par la carnation (couleur de fond pour la chair) pure et assez claire. L'origine de cette représentation reste discutée. Le contraste entre ces deux lumières est mis en relief sur l’icône de crucifixion : saint Jean et Marie dégagent cette lumière intérieure alors que le Christ, mort à cet instant sur la croix, a la carnation plus sombre et éteinte, presque vert plombé.
D'autre part, le monde est représenté en perspective inversée afin que le contemplateur devienne le point convergeant de l’icône pour établir ainsi un lien intime avec elle. La perspective inversée prend le spectateur comme point de fuite. L'espace représenté sur l'icône s'affranchit de notre vision terrestre en trois dimensions.

## Classification des icônes

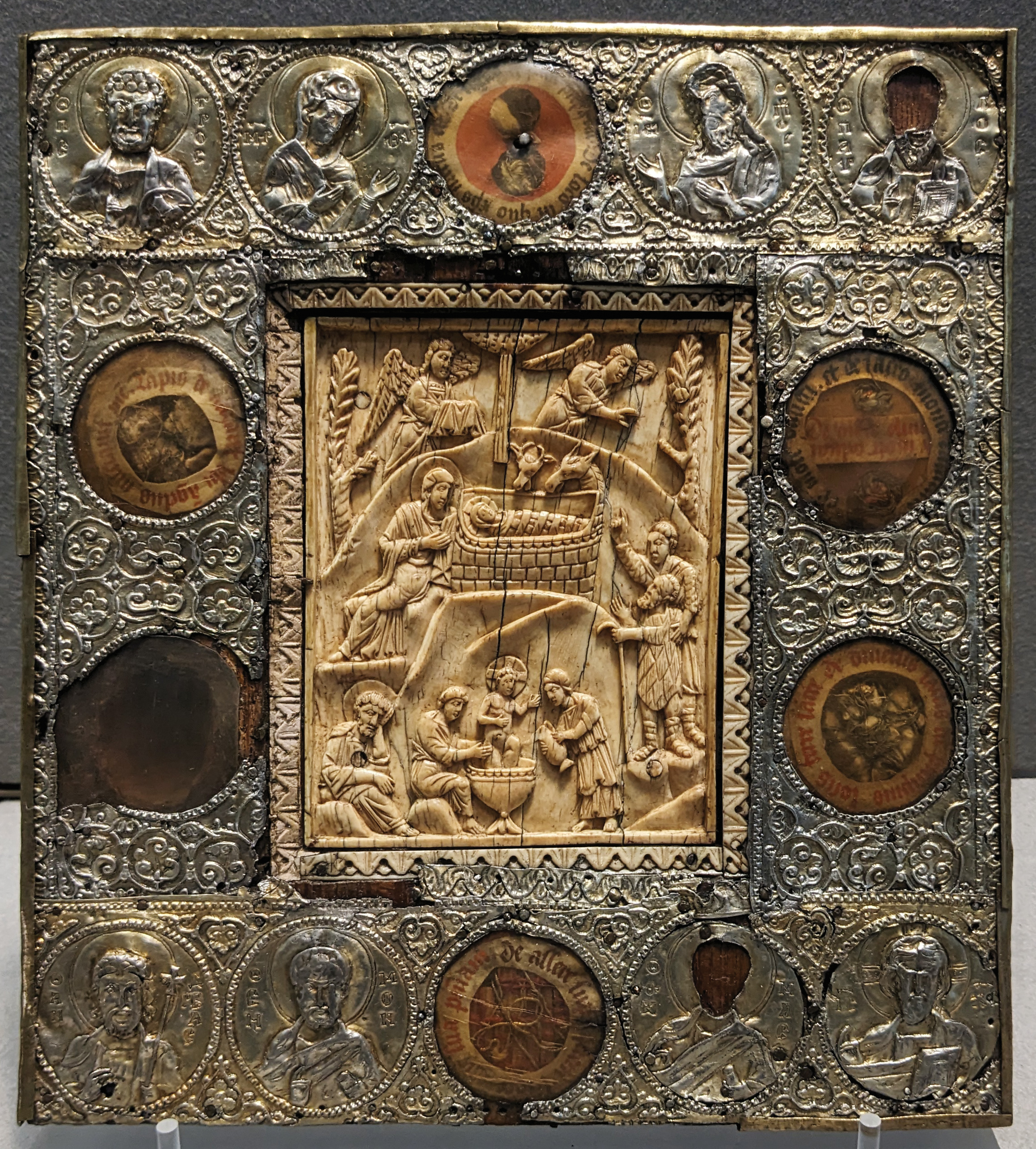
Icône reliquaire de la Nativité, Constantinople, Venise (?), XIIe siècle, Musée du Louvre : scène de la Nativité au centre en ivoire entourée d'un cadre en argent incrusté de médaillons en corne de saints.

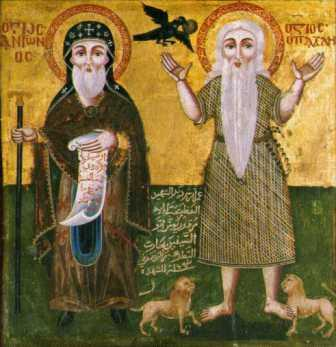
Icône copte des saints Antoine le Grand et Paul l'Ermite, XIVe siècle.

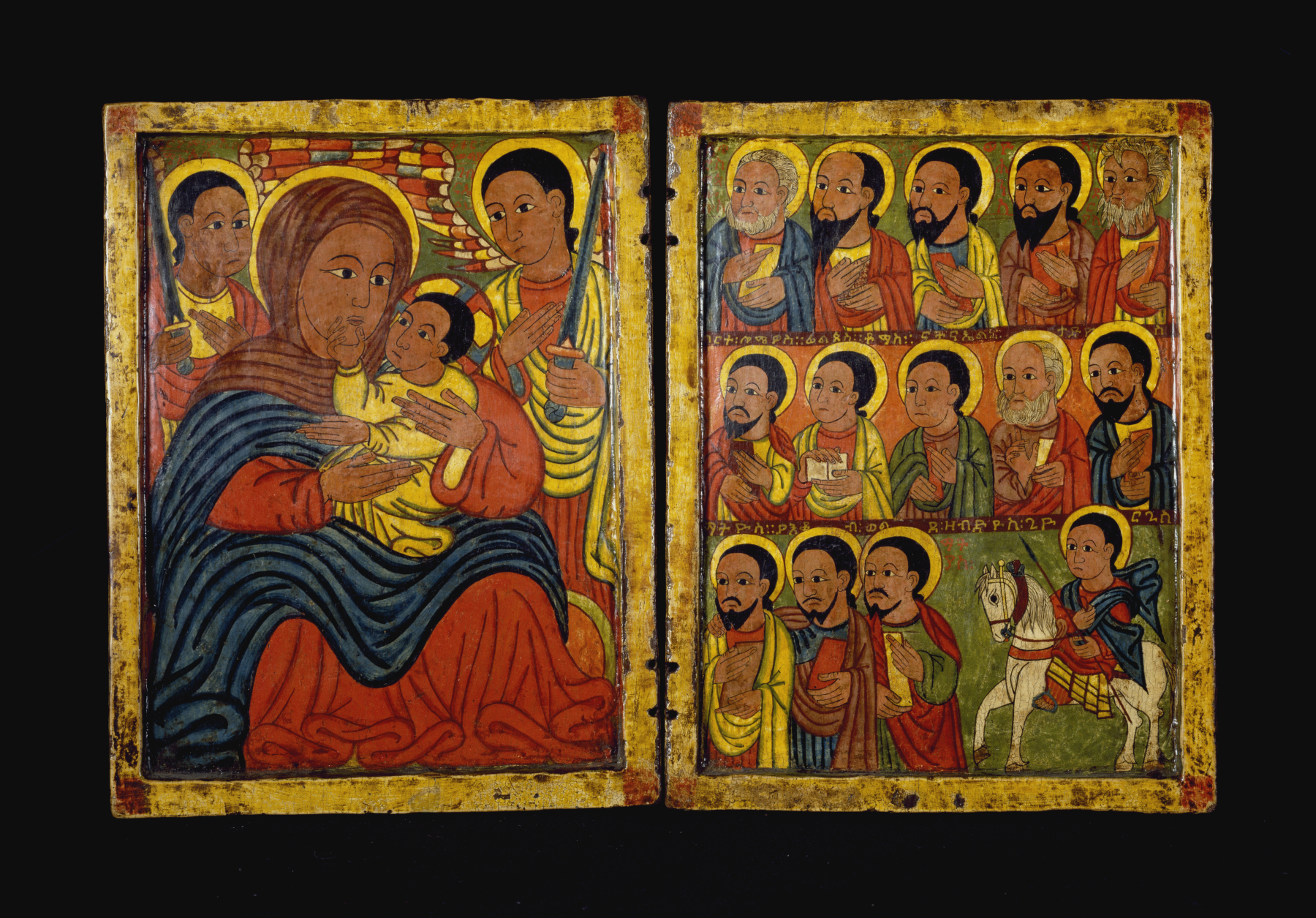
Diptyque d'icônes éthiopiennes de la fin du XVe siècle (Walters Arts Museum).

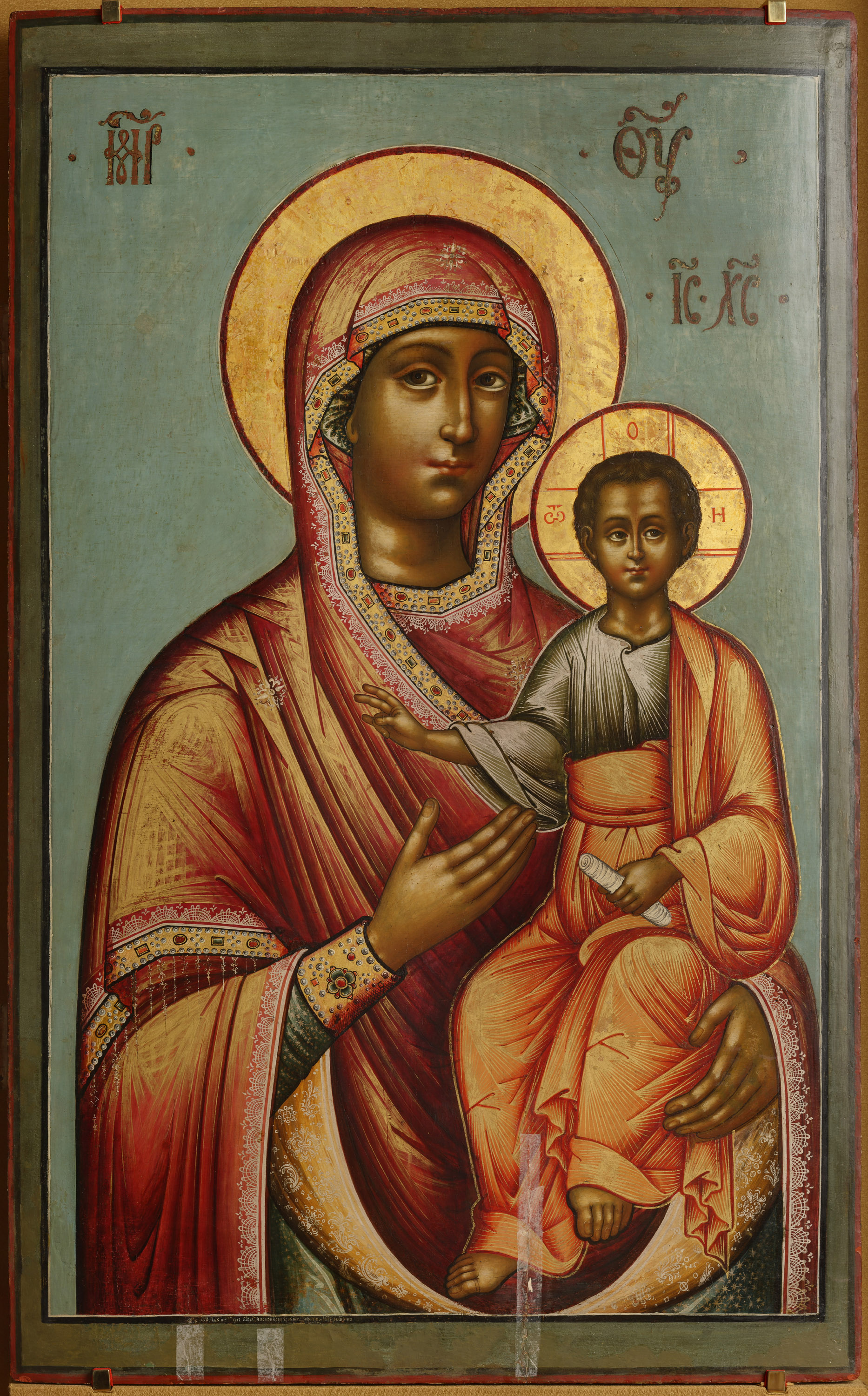
Icône de Smolensk du XVIIe siècle.

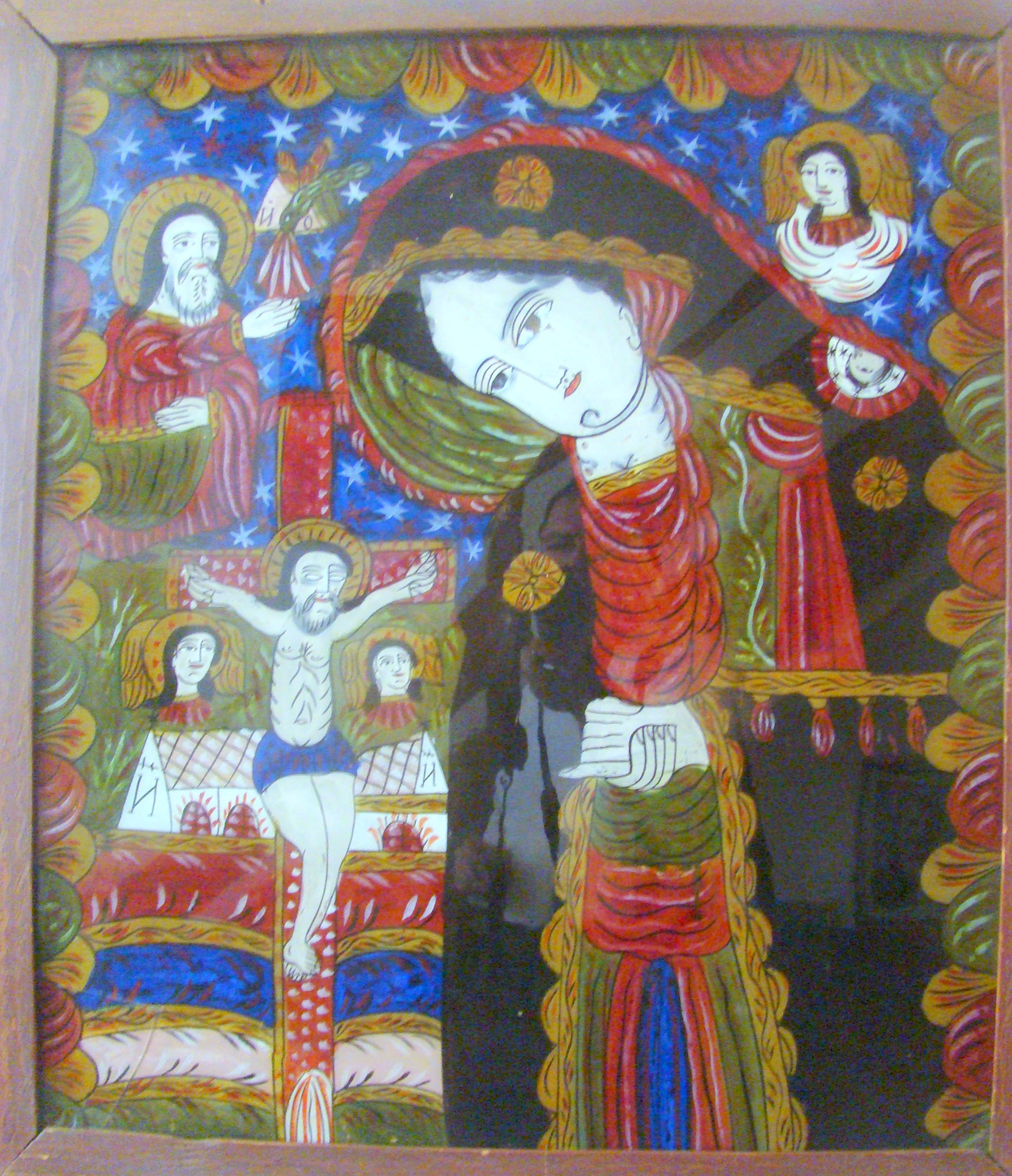
Icône sur verre « Mater dolorosa », XIXe siècle, Musée de Sibiel, Transylvanie.

Comme les pays d'origine et les styles des icônes, leurs thèmes sont très nombreux et on les classe, en général, ainsi :
- Les personnages : Marie, le Christ, les apôtres, les martyrs, les saints, les anges…
- Les fêtes commémorant des épisodes de la vie du Christ (Nativité, Résurrection…), de Marie (Entrée au Temple, Annonciation…), de l'histoire de l'Église (exaltation de la Croix, conciles de Nicée…)
- Les représentations historiées : les scènes de l'Ancien Testament, les miracles de Jésus, les vies de saints…
- Les représentations théologiques : le chemin du moine, le Jugement dernier…
- Les icônes-calendriers appelées Menaions ou Ménologes.

Pour un même saint, les représentations sont aussi classée par thèmes. Ainsi, la Vierge est généralement représentée avec le Christ enfant dans les bras. Cependant, on parle de « Vierge de Tendresse » si la joue de la mère et du Christ sont accolées, de « Vierge qui montre le Chemin » (Odigitria) si la mère désigne le Christ, de « Vierge de Kazan » si le Christ semble debout à côté de sa mère, de la « Vierge du signe » si la mère est en orante (icône) (les mains élevées en signe de prière), le Christ apparaissant en médaillon « en elle » (cette dernière représentation renvoie au texte du prophète Isaïe : « Le Seigneur lui-même vous donnera un signe : voici, la vierge sera enceinte, elle enfantera un fils qu'elle nommera Emmanuel… » Es. 7.14). Chacune de ces représentations suit des règles précises, la liberté de l'iconographe étant balisée pour éviter de s'écarter de l'enseignement de l'Église.

## Technique de l'icône
Les premières icônes chrétiennes ont presque toutes été détruites durant la période iconoclaste. Quelques-unes ont survécu jusqu'à nous, ainsi au monastère Sainte-Catherine du Sinaï. Réalisées selon la technique de l'encaustique, elles sont assez proches des peintures funéraires d'Égypte telles que nous les connaissons par les Portraits du Fayoum. La technique évolua ensuite vers la détrempe (ou tempera), encore utilisée aujourd'hui.

### Préparation du support
Quoique certains ateliers utilisent actuellement des panneaux de bois recomposés (contreplaqué, latté, aggloméré. etc.), la technique traditionnelle se présente ainsi :
L'icône est réalisée sur une planche de bois exempte de nœud, la doska. Tous les bois peuvent théoriquement être utilisés pour confectionner les planches, à condition d'être bien secs. En conséquence, durant des siècles, l'iconographe (généralement un moine) utilisa le bois qu'il trouvait dans les environs. Le tilleul semble le plus adéquat : très homogène et tendre, il fend peu. En outre, il se révèle facile à travailler. Mais selon les régions des bois différents sont utilisés ; dans les pays méditerranéens : le cyprès, le platane, le chêne, le palmier. En Russie et dans les Balkans, le tilleul, le bouleau le chêne, le frêne, le hêtre et au Nord le bois de sapin. La plupart du temps le bois est légèrement creusé dans la partie qui recevra l'image peinte. Cette partie creusée légèrement est le kovtcheg. Le cadre ou polé n'a pas la même fonction que dans la peinture de tableaux. Autour des icônes il ne se distingue pas d'elle et porte souvent des inscriptions de prières, de vie des saints et d'autres saints. Rare sur les icônes grecques, le cadre devient la règle dès le XIIe siècle en Russie.
Sur le fond, on étend à chaud de la colle de peau, puis une toile appelée pavoloka dont la finesse dépend de la richesse de l'icône. Cette toile est ensuite recouverte par plusieurs couches d'un mélange de colle et de poudre d'albâtre appelée « levkas » ou « gesso » qui, après séchage, est poncé pour obtenir une surface lisse et uniforme.
L’icône a pour but de faire transparaître le divin. L'Être divin transcendé à travers son image cultuelle doit se révéler au croyant. De nos jours, la plupart des icônes sont peintes sur un support en bois. Mais il n’en a pas toujours été ainsi. Si la première icône fut un linge (mandylion), au IXe siècle, il y avait des icônes en mosaïque, en or, en argent, en ivoire ou en émail cloisonné. La forme même des icônes est variable, généralement rectangulaire, il en existe des rondes et des ovales. La plupart sont peintes mais certaines sont sculptées ou brodées. Il existe également des icônes sur verre (« école école transylvaine ») attestées depuis le XVIIIe siècle en Autriche-Hongrie et, de nos jours, en Ukraine occidentale, Roumanie et Serbie.
Ce qui fait une icône n’est donc ni son support, ni sa forme ni la façon dont elle est peinte, mais le fait qu’elle soit canonisée par l’Église en étant acceptée et vénérée par le peuple dans son entier.

### Réalisation de l'icône
Sur la doska préparée, l'iconographe reporte le dessin de l'icône en suivant scrupuleusement les indications fournies par les maîtres et en s'aidant de modèles existants. Les traits du dessin sont ensuite légèrement gravés dans le levkas.
Vient l'étape de la peinture, réalisée à partir de pigments naturels minéraux (ocres, oxydes métalliques…) ou animaux (noir d'ivoire…). Les pigments mélangés à du jaune d'œuf et de l'eau sont déposés au pinceau (technique dite de la « tempera »), en commençant par les teintes les plus sombres puis en éclaircissant. Pour les parties du corps visibles (visage, mains…), l'iconographe pose d'abord un fond ocre sombre (le « proplasme ») à partir duquel il fait ressortir les traits. Les icônes comportent généralement des indications écrites précisant la personne ou le thème représenté. Enfin, l'icône est protégée par une préparation à base d'huile de lin (l'olifa).
Des éléments de couvertures métalliques en général en repoussé, appelés « oclades » (basma, plaque métallique qui ne couvre que le cadre de l'objet ; riza ou oklad, qui couvre le fond de l'icône et ne laisse visible que le corps des personnages) peuvent orner des icônes qui ont permis un miracle.
S'il est possible de proposer un descriptif technique de la peinture de l'icône, on ne peut l'y réduire : l'iconographe, dans la conception orthodoxe, n'est pas à proprement parler un artiste, mais bien un témoin dans l'Église (par le trait et la couleur) de la splendeur divine. Son œuvre est intimement liée à la prière.

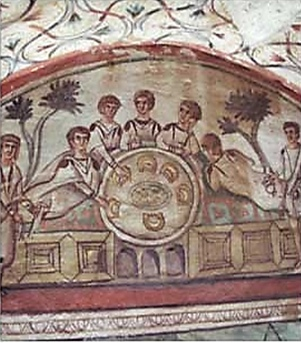
Ce caveau découvert le 25 février 1988 à Tomis (Scythie mineure) est considéré comme représentant une cène paléochrétienne bien que l'absence de tout symbole spécifiquement chrétien rappelle qu'il date du au début du IVe siècle (persécution de Dioclétien).

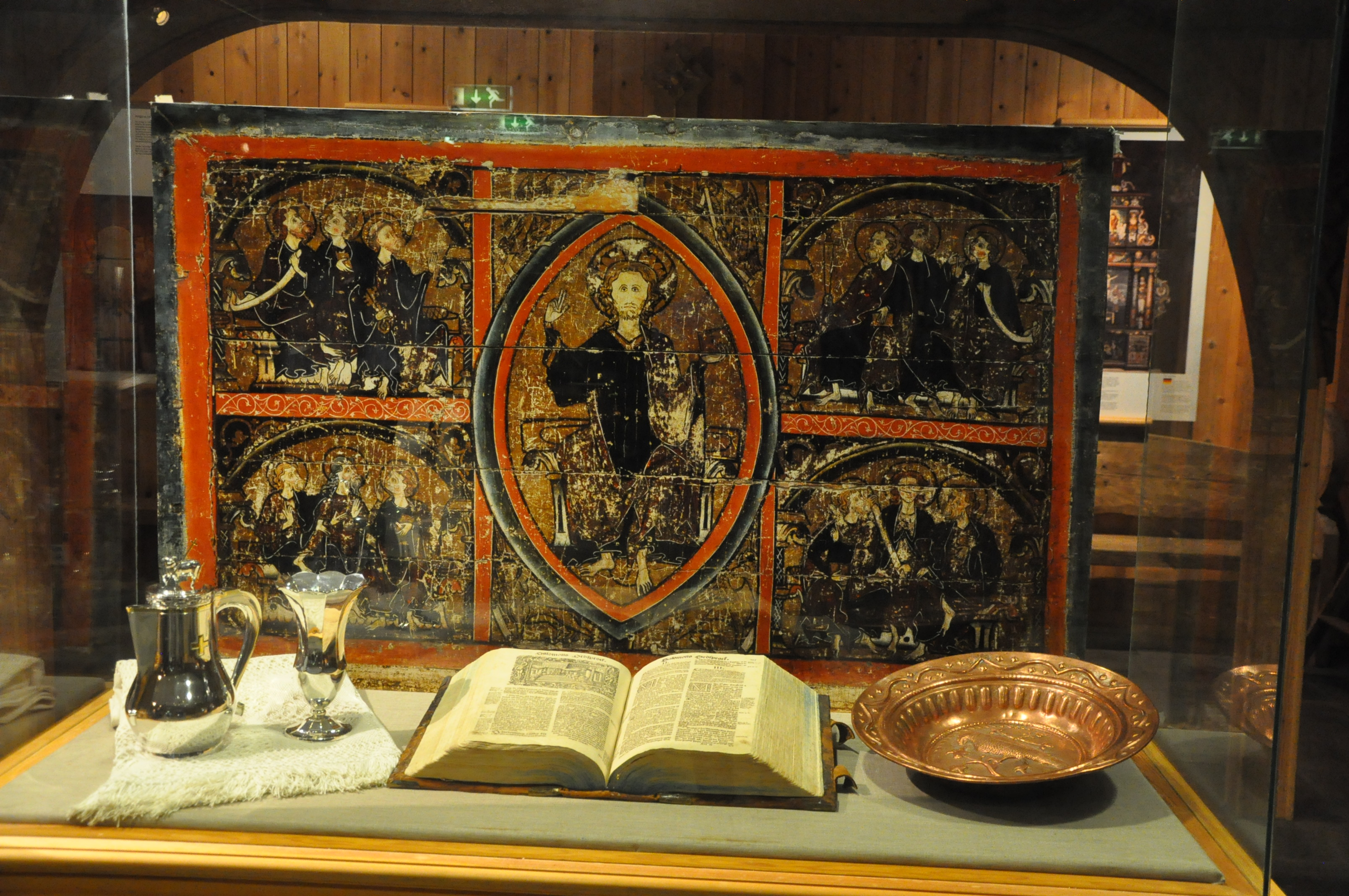
Icône scandinave de l'église de Heddal en Norvège.

## Symbolisme de l'icône
D'après l'historien Vitaly Petrenko, l'origine des icônes remonte aux premiers chrétiens qui traçaient leurs images sur les murs des catacombes, alors qu'ils étaient persécutés : elles expriment une pensée théologique et exégétique même lorsque les symboles explicitement chrétiens sont prudemment absents. La théologie de l'icône indique que les icônes des saints et de la Vierge peuvent être vénérées pour ce qu'elles représentent, mais non adorées pour elles-mêmes.

## Premières icônes

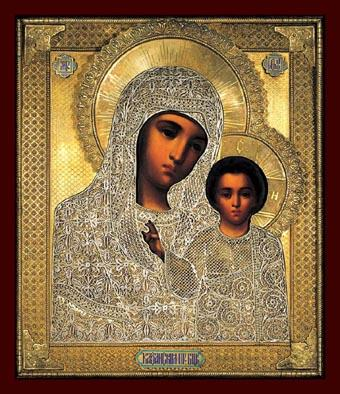
Icône de la Vierge de Kazan, recouverte d'une protection métallique, la riza.

Les premiers chrétiens considéraient les images comme une forme d'idolâtrie, d'un retour au paganisme. C'est devant les images de l'empereur que les premiers chrétiens furent martyrisés. Les artistes travaillaient pour le monde païen devaient rompre avec le monde pour travailler pour les chrétiens. Tertullien (qui se convertit au montanisme) les charge d'une faute s'ils se prosternent devant des images chrétiennes. La conception des images par les chrétiens et les païens sont fort différentes.
L'art des catacombes apparaît à une époque où les artistes cherchent à évoquer la vie intérieure de l'homme. Les lieux du culte sont encore petits, des catacombes ou des demeures privées. Mais les chrétiens utilisent encore les symboles païens en leur donnant une signification différente. Les saisons, par exemple, signe de vie et de mort chez les païens deviennent symbole de la résurrection. Le navire, signe de prospérité, devient le symbole de l'Église. Mais les symboles ne sont plus simplement des décorations mais des vérités de la foi. Certains sont issus de l'Ancien Testament mais d'autres sont typiquement chrétiens comme celui de la multiplication des pains symboles de l'eucharistie, l'utilisation du mot « i-ch-th-u-s » (Ichtus) dont chaque lettre se réfère au Christ et qui est très répandu dès le IIe siècle. Ces images sont d'une grande simplicité de moyens tant au point de vue du trait que des couleurs. Elles ne sont pas vénérées car elles restent dans la sphère du symbole. L'Église n'a pas encore élaboré les dimensions du mystère de l'Incarnation qui ne vont apparaître que lors des premiers Conciles.
Les iconoclastes ont fait disparaître bon nombre d'images et le temps a fait son œuvre si bien qu'il reste peu d'images antérieures à cette grave crise théologique. Il reste quatre séries d'images : les peintures murales des catacombes de Rome, les mosaïques monumentales de Rome, Ravenne et Kiti (Larnaca), les ampoules en terre cuite ramenées de Terre Sainte par des pèlerins et conservées à Monza, les portraits à l'encaustique conservés au Sinaï.
Sur les ampoules de Monza (Ve siècle) figurent déjà le canon iconographique actuel de toutes les représentations des grandes fêtes. Sur les icônes du Monastère Sainte-Catherine du Sinaï, le souci de la ressemblance du portrait est saisissant. Sur les images de Rome, la composition et le caractère catéchétique et pédagogique de l'image sont indéniables.

## Premières prises de position sur les images
On a vu comment les empereurs chrétiens après Constantin ont utilisé les icônes du Christ comme symbole efficace sous forme d'étendards protégeant des ennemis avant la bataille. Cette conception va se développer parmi les foules des fidèles sous forme de reliques protectrices. Le danger de superstition s'approche et va, au VIIIe siècle, expliquer l'hostilité des iconoclastes. Jusque-là, des oppositions s'étaient manifestées mais de manière limitée. Ainsi, l'évêque de Marseille Serenus fait détruire les images dans la ville. Le pape Grégoire le Grand lui adresse une remontrance : il le loue d'avoir empêché d'adorer les images mais il les blâme de s'être privé d'un soutien pédagogique pour les fidèles illettrés. Cette doctrine où l'on voit manquer la dimension mystique de l'icône pour la réduire à un usage pédagogique a longtemps été présentée comme celle de l'Église latine. Pourtant elle est antérieure à l'iconoclasme et ignore les arguments élaborés lors de la lutte contre l'iconoclasme.
Un siècle plus tard, en 691-692, le concile In Trullo, dans son canon 82 stipule que le Christ ne doit pas être représenté sous les traits d'un agneau car il est un homme. Ce symbole appartenait pour les Pères du concile à une étape dépassée. Le symbole doit faire la place au visage du Dieu incarné à la personne historique du Christ. Malheureusement, les canons de ce concile pour des circonstances diverses ne furent acceptées qu'un siècle plus tard.

## La querelle iconoclaste

### Première crise iconoclaste
La complexité du problème ne permet pas de préciser les origines de la crise de la période iconoclaste. C'est un problème dogmatique et une mise en question par des régions orientales influencées par l'islam et le judaïsme. Mais l'attitude de l'empereur est décisive dans la suite des évènements. Léon III, empereur byzantin, est originaire des provinces orientales de l'empire où il recrutait presque exclusivement ses troupes. Brillant chef d'armée il est convaincu qu'il est « prêtre et empereur » et qu'il a une mission de réformateur de l'Église et de l'empire. Comme homme politique il essaye d'abord de gagner l'opinion publique qui est favorable aux images. Mais lorsque, en 726, Léon III prend position, en public, contre le culte des images (ou icônes) il suscite l'indignation à travers tout l'empire. Ainsi naît l'iconoclasme; mais le pape Grégoire II, ne l'approuve pas. Il considère qu'il s'agit d'un retour au paganisme. Les persécutions commencent à Constantinople contre les défenseurs des icônes. Les particuliers doivent les faire brûler et parmi ceux qui résistent, certains mourront en martyrs. Le nouveau pape Grégoire III répond avec une énergie apostolique à tous les points soulevés par l'empereur Léon III mais, en 731, il convoque un concile qui excommunie tous ceux qui s'opposeraient à la vénération des images saintes. Léon III prend des mesures de rétorsion, mais le pouvoir passe ensuite, de son vivant, à son fils Constantin V surnommé « Copronyme » qui devient co-empereur et reste un ardent partisan de l'iconoclasme. C'est à cette époque qu'en Palestine occupée par les arabes, Jean Damascène prend la défense de images. Il défend la thèse suivant laquelle si les artistes chrétiens font des images de Dieu incarné, apparu sur terre dans la chair, ayant vécu avec les hommes et assumé leur nature, l'ancienne interdiction de l'ancien Testament est abolie grâce à l'Incarnation qui change la relation entre Créateur et créatures.
Dans le palais de Hiéréia à Constantinople vers 754, l’empereur Constantin V, fils de Léon III est encore plus acharné que son père. Il convoque les évêques orientaux pour discuter de la vénération des icônes et des images ; il était farouchement opposé à ce qu'il considérait comme de l'idolâtrie. Presque tous les évêques réunis à ce concile suivirent l’empereur et condamnèrent la vénération des icônes comme un acte idolâtre. Ces événements marquèrent un choc culturel. L'anathème est prononcé contre les défenseurs de l'image parmi lesquels Jean Damascène. Pour les tenants de l'empereur, l'humanité du Christ représentée fait tomber dans le nestorianisme et l'on divise ce qui doit être uni. La seule icône possible du Christ est l'eucharistie qui est la présence mystique de l'Incarnation. La chasse aux images redoubla alors d'intensité : les mosaïques furent arrachées, les icônes et reliques, détruites. Les moines et les laïcs partisans des icônes, furent fouettés, torturés, noyés. Cette persécution s'apaisa après la mort de Constantin en 775.
Le fils de Constantin V , Léon IV appela au calme mais ne leva pas l’interdiction faite aux icônes. À sa mort, en 780, son épouse Irène assuma la régence. Iconophile, elle convoque le Deuxième concile de Nicée, en 787, afin d'annuler les décisions du concile de Hiéreia de 754. En conséquence, le culte des images fut restauré. Les textes essentiels du concile de Nicée expriment la distinction suivante : il faut distinguer l'image objet de vénération relative ou d'honneur avec l'adoration réservée à Dieu seul. le décret final condamne l'iconoclasme comme une hérésie pernicieuse. Les Pères font toutefois preuve de tolérance vis-à-vis des évêques iconoclastes.

### Seconde crise iconoclaste
Au IXe siècle survint une seconde crise iconoclaste de 813 à 843. Elle se termina, elle aussi, par la restauration du culte des images, le 11 mars 843. Désormais, l’art religieux était encadré de repères dogmatiques précisément rédigés. Une procession imposante présidée par le patriarche Méthode, conduite par l'impératrice Théodora se dirigea vers la Basilique Sainte-Sophie pour célébrer le triomphe définitif de la vérité.

## Partisans et adversaires des images, le débat

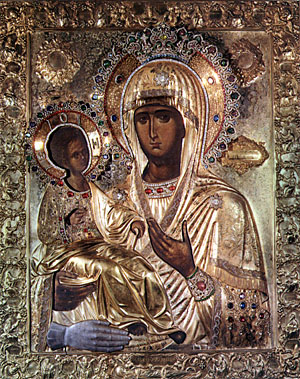
Icône byzantine de La Mère de Dieu aux trois mains.

Pour l'empereur Constantin V, les images proposent une apparence humaine sans rendre la gloire divine : elles trahissent leurs modèles, il faut donc les interdire, car l'Ancien Testament édicte « Tu ne feras aucune image sculptée, rien qui ressemble à ce qui est dans les cieux, là-haut, ou sur la terre, ici-bas, ou dans les eaux, au-dessous de la terre » (Ex 20, 4-5).
Les partisans des images avancent deux arguments. D'abord, ils soulignent que l'interdit sur les images est assorti d'une exception majeure, puisque Dieu lui-même ordonne de confectionner des images et de les placer dans le Saint des Saints (Ex 36, 35 et Ex 37, 7-9). Leur second argument est que les apôtres ont vu le visage du Christ, ils l'ont entrevu dans toute Sa gloire sur le mont Thabor, et de même qu'ils se souviennent de Ses paroles, ils se souviennent de Son image. Ils la transmettent à leurs disciples : l'incarnation de Dieu justifie donc les images. L'interdit ne concerne donc que la période antérieure à l'incarnation et les éléments de la Trinité, restés invisibles.
Un argument politique emporta la décision : si un empereur iconoclaste ne supporte pas qu'on porte atteinte à son effigie, pourquoi Dieu devrait-il supporter que l'on détruise les images saintes ?

## Œuvres d'art
Une icône est une œuvre peinte ou sculptée selon une tradition précise, représentant un sujet ou un thème de religion chrétienne, et plus spécifiquement orthodoxe. Sa dimension peut varier de quelques centimètres à plusieurs mètres. On appelle iconographie, l'étude des sujets, des thèmes ou des attributs de cette tradition figurative. Les peintres ne peuvent représenter que des saints. Aussi n'y eut-il jamais de natures mortes. Les personnages sont souvent entourés d'un halo ou Nimbe, communément appelé auréole, le tout sur fond uni. Ils sont empreints de paix.
Les icônes montrent un style déterminé par leur patriarcat d’origine (byzantin, grec, russe, éthiopien, arménien…) et leur école. Ces écoles d'iconographie étaient implantées dans les monastères. Chez les grands peintres, le trait est reconnaissable, bien que certaines icônes soient le fruit d'un atelier œuvrant autour d’un iconographe. Les plus connus sont Théophane le Grec, saints Andreï Roublev et Daniil Tcherny, Dionissi et surtout saint Luc. La tradition exige l'absence de signature car l’iconographe est seulement l’instrument de l’Esprit Saint.
Le style varie selon la date de réalisation ainsi les traits de caractère varient si elles appartiennent aux premiers siècles de la chrétienté, si elles proviennent du Moyen Âge, de la Renaissance (où l’influence italienne est manifeste), du XIXe siècle (au caractère saint-sulpicien) ou encore du XXe avec le retour aux traits théologiques originels.
L'icône a connu son premier âge d'or à Byzance autour du XIIe et XIIIe siècles. La tradition s'étend ensuite à la Bulgarie, la Russie, la Serbie et la Roumanie où elle atteint son apogée du XIVe au XVIe siècle.

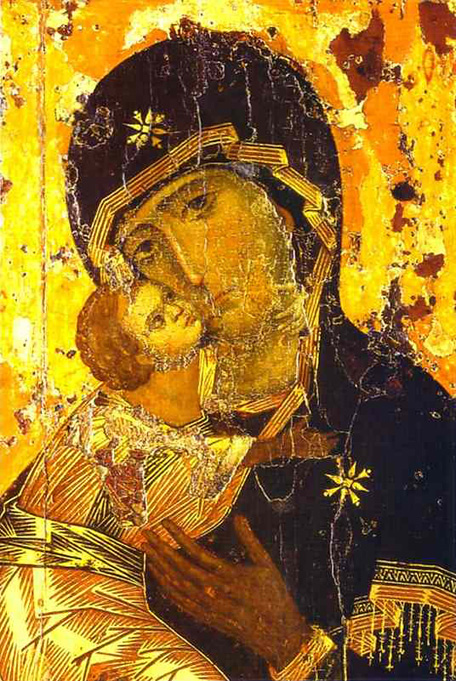
La Théotokos de Vladimir
XIIe siècle, Galerie Tretiakov

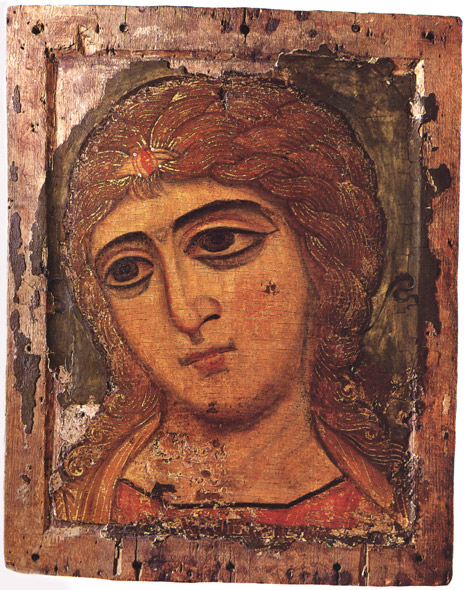
L'ange aux cheveux d'or XII s. / Novgorod /Musée russe.

## Les terres d'accueil du Nord
La Bulgarie, la Serbie, les principautés danubiennes et la Rus' de Kiev sont pour l'art de l'icône des terres d'accueil particulièrement fertiles notamment après la conversion de leurs souverains au christianisme byzantin, en 864 pour les souverains bulgares, et en 988 pour les russes.
Très vite, des ateliers de peinture se développent à Ohrid, Peć, Tárnovo, Suceava, Kiev, Souzdal, Rostov, Novgorod, Pskov et Moscou, menant cette peinture à son apogée, de la fin du XIVe  au début du  XVIe siècle. La Galerie Tretiakov à Moscou conserve un grand nombre de ces icônes dont Notre-Dame de Vladimir du XIIe siècle.
À l'époque de Théophane le Grec, venu au XIVe siècle de Byzance à Moscou, de nombreux artistes se firent connaître. Et parmi eux, le plus célèbre de tous, le moine Andreï Roublev (1360-1430), canonisé en juin 1988 par l'Église orthodoxe russe, dont le génie s'affirme notamment à travers plusieurs œuvres exposées au Kremlin de Moscou et au monastère de la laure de la Trinité-Saint-Serge de Serguiev Possad (Zagorsk de 1930 à 1991). Son style pur et lumineux sert de modèle pour les générations suivantes. Après la chute de Constantinople (1453) et de la Serbie (1459), Moscou devient le principal centre de production d'icône du monde orthodoxe. Dionissi, peintre à la cour du tsar Ivan III et son fils Théodose sont les plus grands maîtres de l'époque. Leur style ample se caractérise par la représentation de personnages aux lignes épurées dans un espace éthéré. L'« école Stroganov » (Procope Tchirine, la famille Savine) développe un style précieux « semblable à de la bijouterie ».
Au XVIIe siècle, l'irruption de la nouvelle esthétique venue d'Italie ne se fait pas sans heurt. Une importante réflexion théorique sur l'art de l'icône, son origine et sa signification s'ensuit, par exemple dans les traités de Simon Ouschakov, Simeon Polocky, Protopope Avakum, Karion Istomin, jusqu'au tsar Alexis Ier de Russie. L'idéologie officielle de l'Église russe et du tsar l'emporte. En 1654, le patriarche Nikon de Moscou, en réaction aux conceptions artistiques issues de la Renaissance, ordonne que toutes les icônes moscovites de style occidental soient mutilées et brûlées. Cependant, les modèles byzantins sont peu à peu délaissés par les élites, quoiqu'ils se perpétuent dans l'art populaire jusqu'au XIXe siècle.

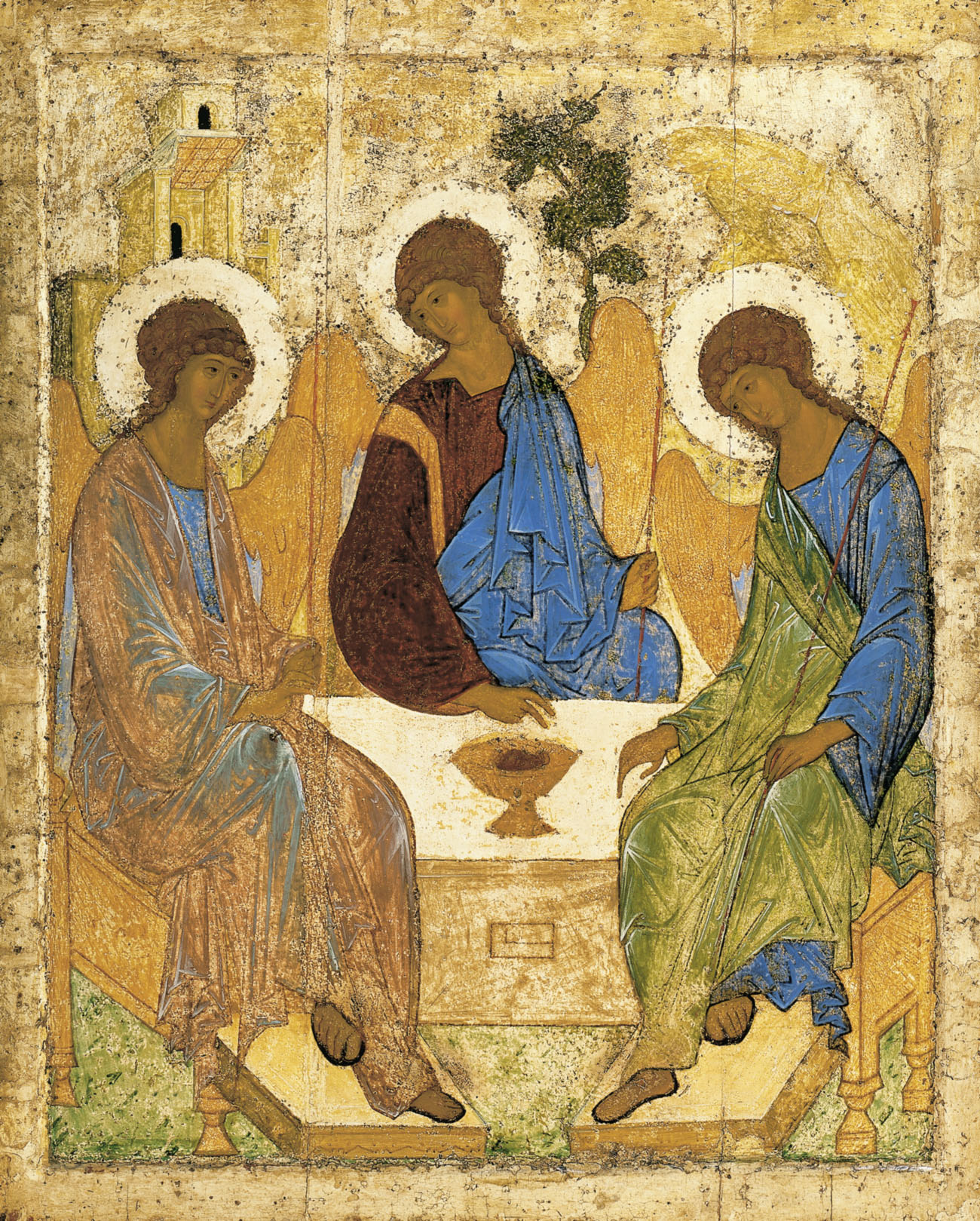
Icône de la Trinité Andreï Roublev - Anno 1410 -

## Patrimoine culturel immatériel en France
En France, les icônes, ainsi que l'iconographie, sont inscrits à l'Inventaire du patrimoine culturel immatériel. Les pratiques autour de ces icônes et le savoir-faire nécessaire à leur réalisation sont ainsi reconnus.